# 安藤和津
安藤 和津（あんどう かづ、1948年3月6日 - ）は、日本のエッセイスト、タレント。
東京都台東区出身。戸籍名は安藤 和子（あんどう かずこ、旧姓：荻野→犬養）。

## 来歴
東京柳橋に、荻野昌子と犬養健の子として生まれる。犬養健は、元首相犬養毅の三男である。誕生時、父は51歳で、孫と祖父と見られることが多かった。母は実家の石材店が倒産したため女学校をやめて柳橋の芸者に転じ、後に料亭「をぎ乃」を始めた。和津が友人と映画などに出かける予定と知ると、友人宅に電話して確認するほど厳しく管理されて育った。
学習院初等科、学習院女子中・高等科を経て、上智大学文学部独文科中退。2年間の英国留学後、1979年（昭和54年）に奥田瑛二と同棲を経て結婚。長女は安藤桃子、次女は安藤サクラ。
「犬養和」時代に、TBSラジオ『土曜ワイドラジオTOKYO』で中継キャスターとしてデビューし、TVリポーターやニュースキャスターを務めた、元CNNキャスター。一時期ニッポン放送『テレフォン人生相談』のパーソナリティを担当した。
在宅介護した母を看取った後に鬱病を13年間患い、後に寛解した体験を基にした著述や、講演を行った。

## 出演

### テレビ
- CNNデイウォッチ（1986年、テレビ朝日）
- ドラマ　派閥人事(1992年、TBS)
- ジャスト（2005年3月まで放送、TBS）
- たかじんのそこまで言って委員会（2007年5月 - 、読売テレビ）
- 情報ライブ ミヤネ屋（読売テレビ、金曜）
- マジカル頭脳パワー!!（日本テレビ、中期の頃、不定期出演）
- ためしてガッテン（NHK総合）
- みんなの家庭の医学（朝日放送）
- 快傑熟女!心配ご無用（TBS）
- 平成教育委員会（フジテレビ）
- 吉村明宏のクイズランチ（TBS、レギュラー）
- 情報満載 ひるまで!すっぴん!（読売テレビ、火曜）
- マイリトルシェフ 最終話（2002年、TBS） - 老婦人 役
- あしたも晴れ！人生レシピ（2020年1月10日、NHK Eテレ）
- クイズ!脳ベルSHOW（BSフジ、2020年10月28・29日)
- YAMADAテレビショッピング店（地上波、BSデジタル） - レッド吉田（TIM）と共演

### ラジオ
- テレフォン人生相談（2000年7月 - 2003年8月、ニッポン放送）
- 安藤和津TEPCOトークマルシェ（2005年4月 - 2011年10月2日、文化放送）
- 土曜ワイドラジオTOKYO - 中継キャスターとしてデビュー

## 書籍

### 著書
- 『女盛りは子育て盛り―Momoko & Sakura』文化出版局、1988年12月、ISBN 978-4-57930301-4
- 『月うさぎ』奥田瑛二絵、あすなろ書房、1988年4月、ISBN 978-4-75151426-9
- 『あいうえお―安藤和津の主婦と生活』PHP研究所、1989年9月、ISBN 978-4-56952569-3
- 『愛すること愛されること』講談社、1992年7月、ISBN 978-4-06203762-4
- 『てきぱき家事絵本』小学館、1994年、ISBN 978-4-09397441-7
- 『忙しママの愛情レシピ121』講談社、1995年7月、ISBN 978-4-06206274-9
- 『愛すること愛されること』講談社〈講談社文庫〉、2000年4月、ISBN 978-4-06264836-3
- 『さくらうさぎ』奥田瑛二絵、三起商行(ミキハウスの絵本) 、2002年4月、ISBN 978-4-89588334-4
- 『オムツをはいたママ―母との愛と格闘の日々』グラフ社、2004年8月、ISBN 978-4-76620835-1
- 『長い散歩』学習研究社、2006年12月、ISBN 978-4054032798 ※映画『長い散歩』の小説版
- 『私の死生観 (oneテーマ21)』KADOKAWA/角川書店、2014年10月、ISBN 978-4-04101974-0  - 与謝野馨、森本敏、三枝成彰、安藤和津、川島なお美、奥田瑛二、堀紘一との共著
- 『“介護後"うつ 「透明な箱」脱出までの13年間』光文社、2018年10月、ISBN 978-4-33495055-2

### 翻訳
- ダン・カイリー『ピーター・パン・パートナー―「母離れできない男」と、どうつき合うか』祥伝社、1994年1月、ISBN 978-4-39665012-4